# Ancorina alata
Ancorina alata é uma espécie de esponja marinha, maciça de cor acinzentada do sul do Pacífico Ocidental. Seu habitat natural são os recifes de corais e mares rochosos.